# El reino de los sueños y la locura
El reino de los sueños y la locura (夢と狂気の王国 Yume to kyōki no ōkoku?) es una película documental japonesa dirigida por Mami Sunada, fue estrenada en 2013 en Japón. La cinta sigue la rutina diaria de los empleados y directivos de Studio Ghibli, siguiendo de cerca el trabajo de Hayao Miyazaki, Isao Takahata, y Toshio Suzuki mientras preparan la producción de dos películas que fueron estrenadas de manera simultánea: Kaze Tachinu y El cuento de la princesa Kaguya.

## Argumento
El documental se centra en la vida diaria de Hayao Miyazaki y el equipo encargado de producir y animar las películas de Studio Ghibli, mostrando como es trabajar bajo el mando de Miyazaki en los estudios; los fundadores de Ghibli, tanto Miya-san (conocido así por sus colegas y amigos) como Suzuki trabajan juntos con ideas para la película Kaze Tachinu, mientras Isao Takahata, por su lado, tiene problemas de tiempo y producción de la cinta El cuento de la princesa Kaguya. En el documental se aprecian varias etapas del desarrollo de una producción animada, entre ellas, se ve a Miyazaki dibujando los storyboards de la película, a los animadores dibujando la animación principal, además del coloreado, dibujo de fondos y las revisiones hechas tanto por el propio Miyazaki como los supervisores de animación.
Conforme avanza el documental, se contrasta el proceso de producción de las películas con vistazos en la vida personal de los fundadores de Studio Ghibli, se ve la disciplina y la filosofía de trabajo que Miyazaki exige a sus empleados y los problemas que puede ocasionar entre ellos. Respecto a la elección de los actores de voz para la cinta, Miyazaki mantiene una reunión intentado encontrar a alguien, poco después la idea llega sola: Hideaki Anno es sugerido entre bromas e ideas serias; más adelante Suzuki hace una llamada a Anno, el cual acepta hacer una audición. Anno trabajó varias veces con Miyazaki en el pasado y son dos colegas conocidos, por lo cual ambos aceptaron con gusto trabajar juntos de nuevo; con la voz principal en manos de Anno y casi la totalidad del trabajo terminado, el documental se sumerge en la vida personal de Miyazaki, quien cuenta su postura acerca de la energía nuclear, su vida diaria en su casa y estudio, su relación con los niños y los problemas que de vez en cuando enfrenta el trabajo. 
Miyazaki cuenta que la película fue creada por razones personales pues su padre vendía partes de aviones para la guerra, cosa que le disgustaba; Jiro Horikoshi, el protagonista de la película Kaze Tachinu es un diseñador de aviones de guerra que se opone al conflicto pero ama realizar los diseños de ingeniería. Miyazaki habla sobre ello el documental, contando historias sobre su pasado y su postura con los conflictos bélicos; además de lo anterior, el documental ilustra y destaca la importancia de todos los miembros de Ghibli para lograr el éxito en su proyectos. Como parte final del documental, Suzuki viaja a promocionar la cinta, una vez terminado el trabajo, Miyazaki, el equipo de animadores y producción realizan una previsualización del trabajo terminado antes del estreno. En las escenas finales Miyazaki hace una reflexión sobre las historias en las que ha trabajado en Ghibli, desde la película de Lupin, Mi vecino Totoro, El viaje de Chihiro y otras más, poco después ofrece una conferencia de prensa donde anuncia su retiro del cine de animación.

## Reparto
- Hayao Miyazaki, cofundador de Studio Ghibli y director
- Toshio Suzuki, cofundador de Studio Ghibli y productor
- Isao Takahata, cofundador de Studio Ghibli y productor
- Hideaki Anno, animador, director y voz principal en Kaze Tachinu
- Yumiko Miyoshi (Sankichi), mánager de producción de Hayao Miyasaki
- Seiji Okuda, representante de Nippon TV
- Gorô Miyazaki, director e hijo de Hayao Miyazaki
- Shinsuke Nonaka, productor (El castillo de Howl)
- Yoshiaki Nishimura, productor (El recuerdo de Marnie)
- Joe Hisaishi, compositor musical
- Ushiko, la mascota felina de Studio Ghibli

## Recepción y crítica
El documental fue exhibido en el Festival Internacional de cine de Hawái en noviembre de 2014, además en marzo de 2015 Netflix lo agregó a su lista de películas disponibles. En mayo de 2014 fue lanzada la versión Blu-ray del documental. La cinta es un vistazo a la vida personal y trabajo de Hayao Miyazaki en Studio Ghibli, especialmente durante el proceso de producción de dos películas.
El documental tiene reseñas positivas por la crítica, en Rotten Tomatoes mantiene una calificación de 91%, mientras el medio digital The Verge lo clasifica como "esencial de ver para todo fan de Ghibli y Miyazaki". David Ehrlich de The A.V. Club expresó que "tanto las cintas de Miyazaki como de Takahata tienen una muestra del espiritu artístico ambos". El sitio RogerEber.com le dio tres de cuatro estrellas al documental, donde explica que "la directora Sunada captura elementos poeticos sobre arte y creatividad". El sitio web Variety dijo que "la atmósfera dentro del Studio Ghibli inspira un aura zen contrastando el duro y doloroso proceso de animación, todo esto la directora Sunada pudo lograr que apreciemos en su documental".